# Lago Engure
El lago Engure es un lago en la parte occidental de Letonia, en el municipio de Talsi. Es el tercer lago por tamaño en el país después del lago Lubāns y el lago Rāzna. El lago Engure es una antigua laguna marina, separada del mar por una barra de arena de 1,5 - 2,5 km de ancho con dunas. Sale por un canal artificial, el Mersraga, excavado en 1842. Es eutrófico, en su mayor parte superpoblado de carrizos y contiene 16 especies de pescado.
Todo el lago y sus alrededores han sido incluidos en el Parque natural del lago Engure desde 1999, aunque la primera reserva natural se estableció aquí en el año 1957. Contiene una base flotante para los ornitólogos. El lago fue incluido en la lista Ramsar de humedales de importancia internacional en el año 1995.